# 에르네스트 운터만

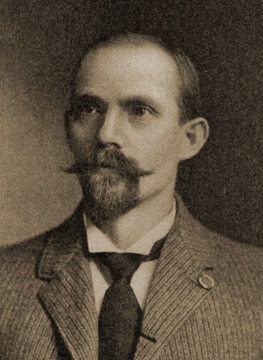

게르하르트 에르네스트 운터만(독일어: Gerhard Ernest Untermann: 1864년 11월 6일생 - 1956년 1월 5일몰)은 독일계 미국인 선원, 사회주의자, 언론인, 번역가다.

## 생애
1864년 11월 6일 프로이센 왕국 브란덴부르크에서 태어났다. 베를린 대학교에서 지질학과 고생물학을 공부하고 졸업했으나 전공을 살리지 못하고 실업자가 되었다. 운터만은 독일과 뉴욕을 오가는 기범선의 갑판선원으로 일하면서 처음 미국을 알게 되었다. 이후 독일, 에스파냐, 미국의 범선을 연구하면서 세계 여러 곳을 여행했다. 운터만은 필리핀제도, 중국 근해, 북해에서 세 번이나 난파당했고 가까스로 목숨을 건졌다. 이런저런 일을 겪은 뒤 독일 군대에 징병되었고, 이 때 “경제적 결정론과 계급투쟁의 진리”를 배우고 정치적으로 급진화되었다. 운터만은 대학으로 돌아가 대학원 과정을 잠시 밟았으나, “독일 지식엘리트의 썩어빠진 모습”만 보았다고 회고했다. 그래도 이 기간에 독일사회민주당 신문 『포어베르츠』를 비롯해서 다양한 마르크스주의 서적들을 접하고 정치적 급진주의 성향을 더욱 굳혔다.:62-63
이후 운터만은 미국으로 건너가 상선단에 들어갔고, 10년간 배를 타며 선원 일을 했다. 1893년에는 미국 시민권을 획득했다.
운터만은 1890년대에 사회주의노동당(SLP)의 당원이었다가, 탈당하고 미국 사회당(SPA)에 입당했다. 운터만은 시카고의 SLP 신문 『노동자의 부름』에 정기적으로 기고문을 썼다. 『노동자의 부름』 발행인 앨기 마틴 시몬스가 1900년 찰스 H. 커 출판사의 월간지 『인터내셔널 소셜리스트 리뷰』에 합류하자 운터만도 따라가서 필진이 되었다. 이후 1903년 줄리어스 웨일랜드의 주간지 『이성에 대한 호소』의 부편집자가 되었다.
운터만은 카를 마르크스의 『자본론』을 최초로 영어로 옮긴 번역자였다. 운터만은 1905년 플로리다주 올란도의 양계장에서 살던 시절 이 장대한 프로젝트에 착수했고, 1909년에 제3권까지 번역을 끝냈다. 그 밖에도 빌헬름 리프크네히트와 아우구스트 베벨의 회고록, 프리드리히 엥겔스의 『가족, 사유재산, 국가의 기원』 등 다른 마르크스주의 저작들을 미국 대중들에게 처음으로 번역해 소개했다. 번역 이외에도 경제학과 자연사에 관한 자기 저작을 쓰기도 했다. 대표적으로 『과학과 혁명』(1905년), 『세계의 혁명들』(1906년), 『마르크스주의 경제학: 마르크스의 자본론 총 3권에 대한 대중적 개론서』(1907년) 등이 있다.
운터만은 자신이 카를 카우츠키 노선과 요제프 디츠겐의 사상을 따른다고 공언했다. 그는 1905년 『과학과 혁명』에서 “과학자들의 경제적, 계급적 환경에 영향을 받지 않는 과학은 없”으며, “계급에 상관없이 모든 인류에게 적용되는 일반적인 사실이 과학에 있”기는 하지만 동시에 추상적인 진리가 구체적인 조건과 인간에게 적용되는 양상은 다양하다는 급진적인 과학관을 제시했다.:6 운터만은 프롤레타리아는 부르주아적인 과학에 의존하지 말고 비판적인 태도를 유지해야 하며, 지배계급을 강화하거나 프롤레타리아 혁명의 진전에 방해가 되는 과학은 거부해야 한다고 주장했다.:154-155 놀랍지 않게도, 운터만의 저작은 1923년 러시아어로 번역되어 우크라이나에서 출판되었다.
운터만은 1908년에서 1910년까지 미국사회당 전국집행위원회 위원을 지냈으며, 1908년-1910년에 아이다호주지사 선거, 1912년 캘리포니아주 상원의원 선거에 후보로 출마했다. 운터만은 미국노동연맹(AFL) 가맹 노조들을 강하게 지지했고, 세계산업노동자연맹(IWW)의 급진주의를 반대했다. 운터만은 갈수록 온건화되어 반(反)생디칼리슴 성향이 뚜렷해졌다. 운터만은 1910년 사회당 전국대회, 1912년 사회당 전당대회에 대의원으로 참석하여 이민위원회 의장을 맡았고, 조슈아 완호프와 함께 이민배제 결의안을 작성했다. 이는 값싼 노동력인 극동아시아 이민자들이 유입되는 것을 혐오하던 AFL 노조들의 욕구를 대변한 것이었다. 이 문제에서 운터만은 완호프, 로버트 헌터, 잭슨 스티트 윌슨 등과 함께 배제주의적 다수파를 이루었다. 존 스파르고, 메이어 런던, 레오 라욱키 등 급진적 소수파는 다수파의 배제주의를 인종주의라고 비난했다. 운터만과 완호프의 결의안은 뉴욕의 찰스 솔로몬이 4년간의 추가 조사를 거쳐 다음 전당대회에서 최종 결정을 하자고 제안함에 따라 사실상 무산되었다.
이후 운터만은 1921년부터 빅토르 베르거의 사회주의 일간지 『밀워키 리더』(1911년 창간)지의 해외부문 주필이 되었다. 국제문제 사설은 운터만이, 국내문제 사설은 존 매클렐런드 워크가 썼다.
운터만은 상당한 경지에 이른 화가이기도 했는데, 주특기는 풍경화와 고생물 세밀화였다. 운터만은 자신의 방대한 그림 콜렉션을 공룡 국립기념물, 유타 자연사 주립공원박물관 등지에 기증했다. 고생물학에 대한 열정으로 운터만은 화석이 많이 나오는 유타주 윈타군 버널시로 이주하여 거기서 여생을 보냈다. 운터만은 1956년 1월 5일 버널시에서 죽었다.
운터만의 저작은 위스콘신주 매디슨의 위스콘신주 역사학회, 유타주 솔트레이크시티의 유타 대학교에서 보관하고 있다.